# Sapromyza setosa
Sapromyza setosa är en tvåvingeart som beskrevs av Thomson 1869. Sapromyza setosa ingår i släktet Sapromyza och familjen lövflugor. Inga underarter finns listade i Catalogue of Life.